# Блестящие попугаи
Блестящие попугаи (лат. Prosopeia) — род птиц из семейства Psittaculidae.

## Описание
Эндемики островов Фиджи. Один вид, Prosopeia tabuensis, был завезен на острова Тонга. У блестящих попугаев длинные хвосты, вялый «вороний» полет и очень яркое оперение. Блестящие попугаи дикие и боятся людей. Слова не запоминают.

## Классификация
Международный союз орнитологов включает в род 3 вида:
- Prosopeia personata (G. R. Gray, 1848) — Масковый блестящий попугай
- Prosopeia splendens (Peale, 1849)
- Prosopeia tabuensis (Gmelin, JF, 1788)